# Koefisch schrift

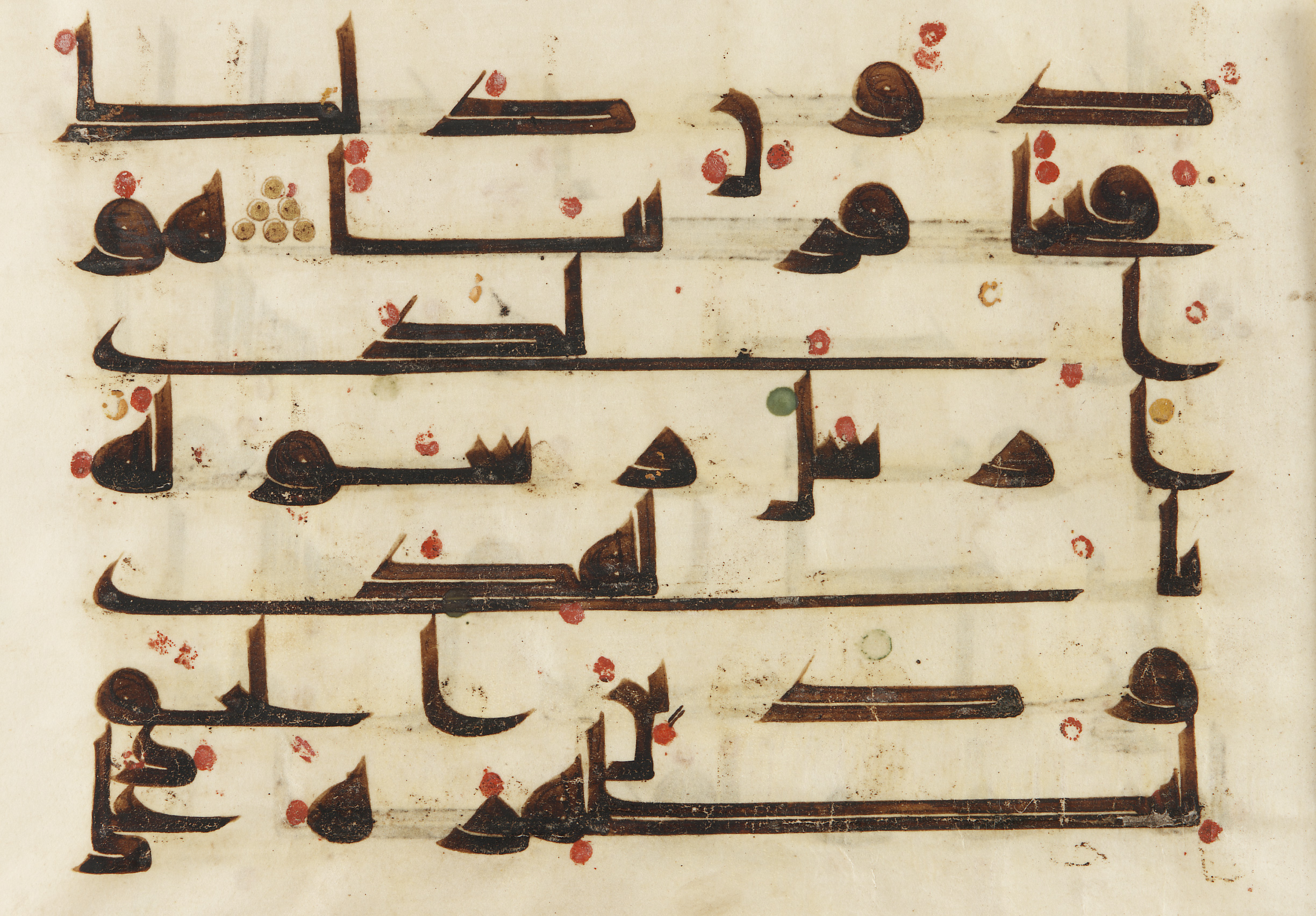
Koefisch schrift, 8e of 9e eeuw, (Soera 48: 27–28) Koran.

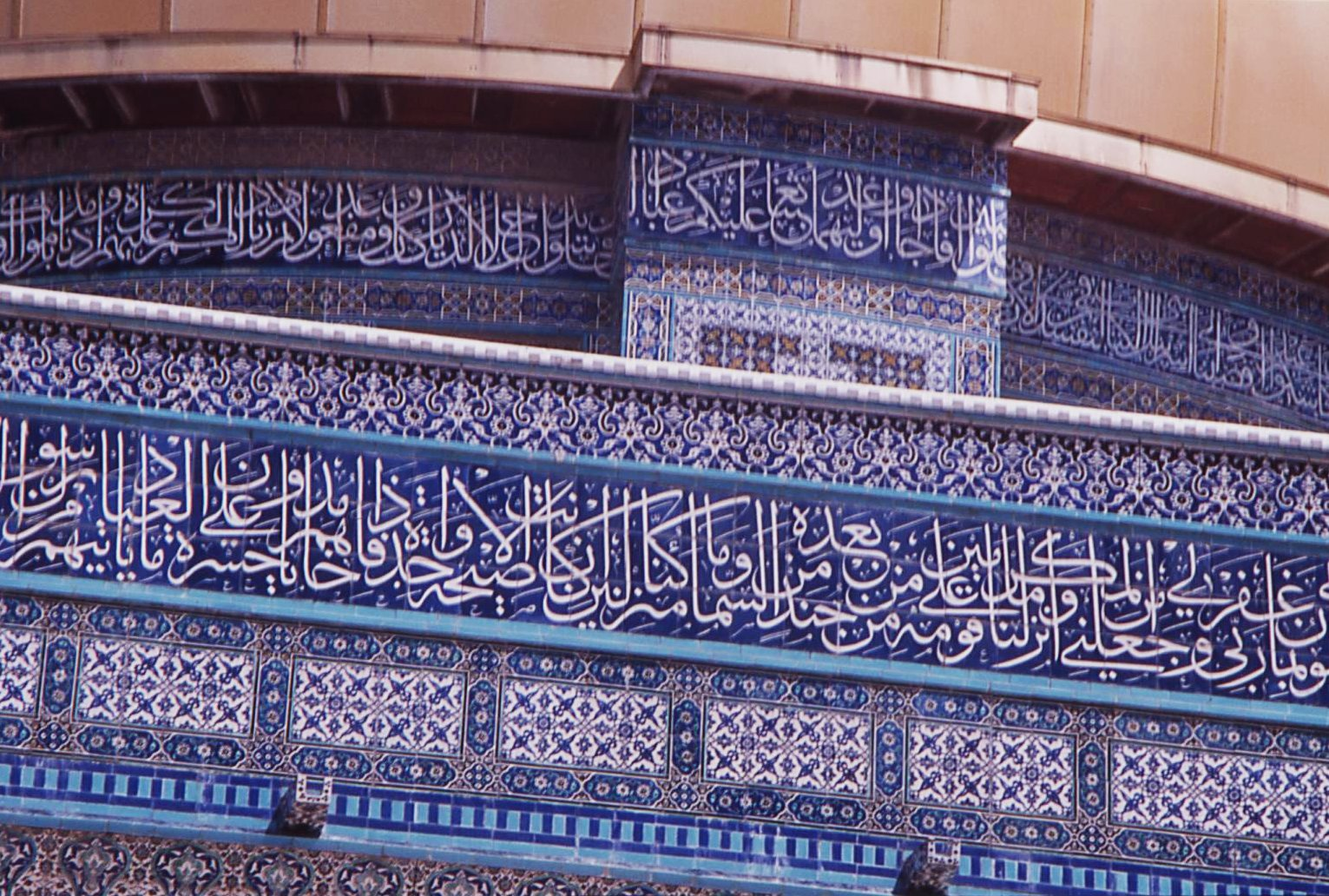
De teksten op de Rotskoepel zijn geschreven in het Perzisch-Koefisch schrift

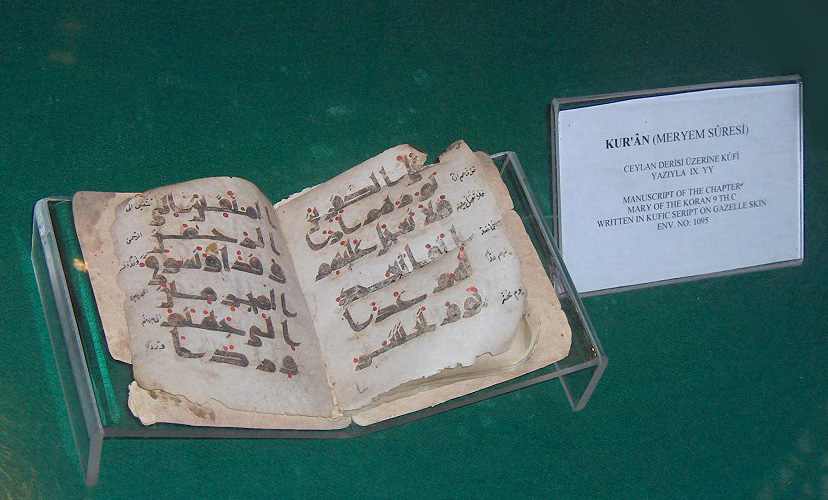
Manuscript van het soera Maria in de Koran; Koefisch schrift op gazellehuid; 9de eeuw
Mevlâna mausoleum, Konya, Turkije

Het Koefisch schrift of Kufisch schrift is een kalligrafie van het Arabisch. Het is een wat hoekig, zwaar en formeel schrift. Het schrift werd vernoemd naar de stad Koefa in het zuiden van het huidige Irak.
Het is een van de belangrijkste stijlen van schoonschrijfkunst binnen de islam. Het schrift wordt vaak gebruikt ter decoratie van de architectuur. Voor een buitenstaander zijn sommige varianten van het schrift niet altijd herkenbaar als een schrift.
De eerste exemplaren van de Koran werden in het Koefisch geschreven.
Het schrift wordt sinds 1991 onder andere gebruikt in de vlag van Irak.